# Conferencia de las Naciones Unidas sobre el Cambio Climático de 2012
La Conferencia de las Naciones Unidas sobre el cambio climático de 2012 fue la decimoctava sesión anual de la Conferencia de las Partes (COP) de la Convención Marco de las Naciones Unidas sobre el Cambio Climático (CMNUCC) de 1992 y la octava sesión de la Reunión de las Partes (CMP) de 1997 Protocolo de Kioto (el protocolo se desarrolló bajo la carta de la CMNUCC). La conferencia tuvo lugar del lunes 26 de noviembre al sábado 8 de diciembre de 2012, en el Centro Nacional de Convenciones de Catar en Doha.
La conferencia llegó a un acuerdo para extender la vida del Protocolo de Kioto, que debía expirar a fines de 2012, hasta 2020, y para solidificar la Plataforma Durban 2011, lo que significa que un sucesor del Protocolo sería desarrollado para 2015 e implementado para 2020. La redacción adoptada por la conferencia incorporó por primera vez el concepto de "pérdida y daño", un acuerdo en principio de que las naciones más ricas podrían ser financieramente responsables ante otras naciones por su fracaso en reducir las emisiones de carbono.

## Antecedentes

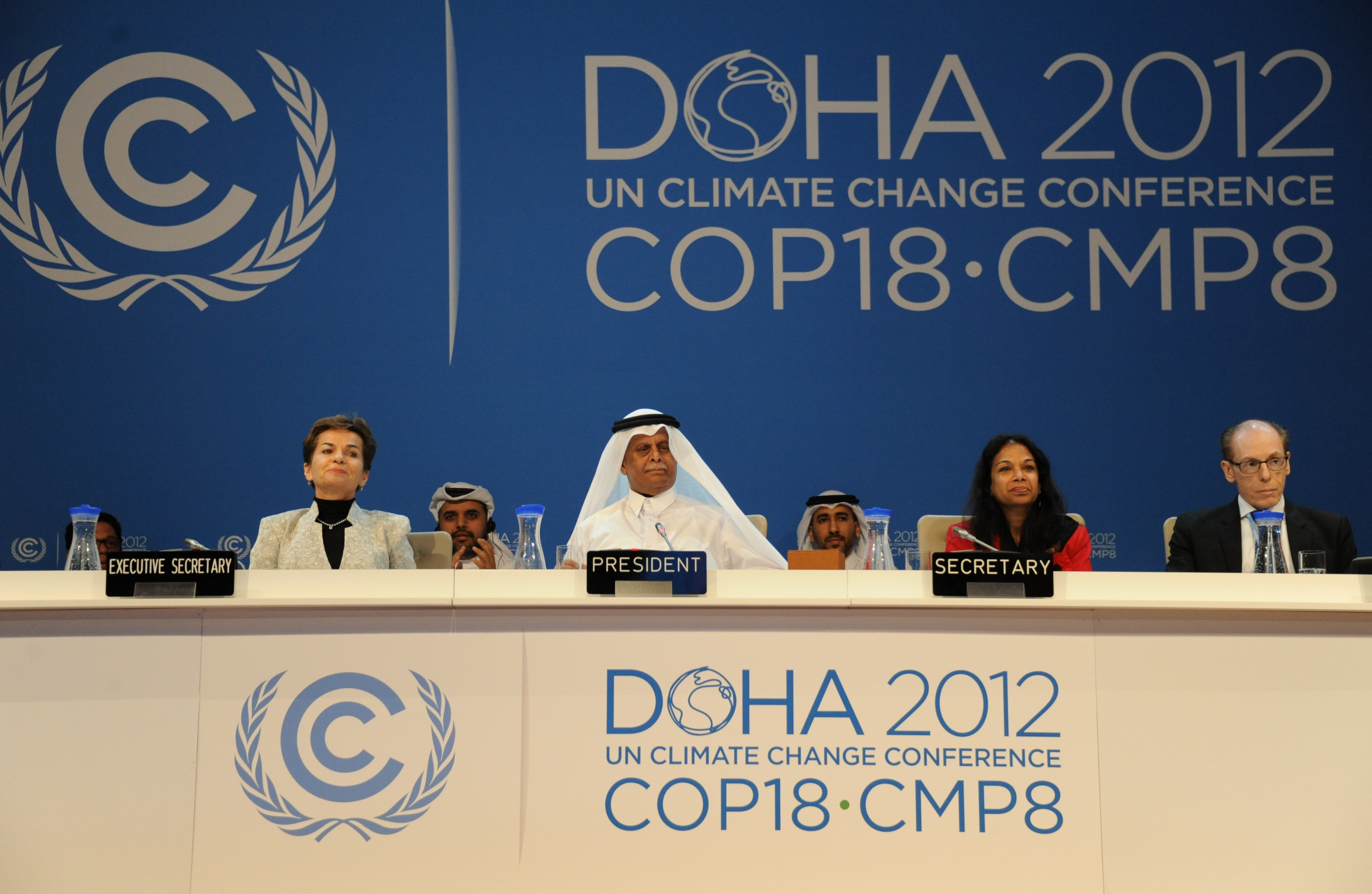
Presidente de la conferencia Abdullah Bin Hamad Al-Attiyah (centro) y Secretaria Ejecutiva Christiana Figueres (izquierda) en la COP18

Las Conferencias de las Naciones Unidas sobre el Cambio Climático son reuniones multilaterales anuales de gobiernos que se llevan a cabo en diferentes lugares del mundo bajo el patrocinio de las Naciones Unidas y que sirven como foro para que los países discutan asuntos relacionados con el cambio climático. Las conferencias buscan abordar la amenaza del calentamiento global causado por emisiones de gases de efecto invernadero como el dióxido de carbono. Entre 2000 y 2011, el crecimiento de dióxido de carbono en la atmósfera fue el 20% del crecimiento de la concentración total desde el nivel prehistórico (391,57 ppm en 2011 y 369,52 ppm en 2000). La concentración de dióxido de carbono en la atmósfera de la Tierra ha alcanzado 391 ppm (partes por millón) a octubre de 2012 versus la concentración de la era preindustrial de 280 ppm, que el consenso de los científicos del clima mundial coincide en que es insostenible. 
A las conferencias asisten dignatarios y, a veces, jefes de Estado de la mayoría de los países y, en general, atraen una actividad significativa de varios grupos de defensa del medio ambiente. En consecuencia, las conferencias son generalmente bien cubiertas por las agencias de medios internacionales. La conferencia de 2012 se celebró en el Centro Nacional de Convenciones de Catar en Doha, con una asistencia prevista de 17.000 participantes. Se esperaba que fuera la conferencia más grande que se haya celebrado en Catar. La conferencia se llama casualmente conferencia COP18 / CMP 8, pero son conferencias técnicamente diferentes pero estrechamente relacionadas y, a veces, integradas. En 2012, la conferencia de la CMNUCC sirvió como un paraguas para siete grupos de reuniones simultáneos e interrelacionados llamados colectivamente la conferencia de Doha 2012 de la CMNUCC. La conferencia principal también estuvo precedida por varias sesiones previas de temas de actualidad. 

## Sesiones previas a la conferencia de la CMNUCC de 2012
1. 70.ª reunión de la Junta Ejecutiva del Mecanismo para un Desarrollo Limpio (19 a 23 de noviembre)
2. Reuniones preparatorias de los países menos adelantados (20 a 21 de noviembre)
3. Reuniones preparatorias de los pequeños Estados insulares en desarrollo (22 a 23 de noviembre)
4. Reuniones preparatorias del Grupo de Estados Africanos (22 a 23 de noviembre)
5. Reunión oficiosa de las Partes anterior al período de sesiones para intercambiar opiniones adicionales sobre las posibles recomendaciones sobre pérdidas y daños asociados con los efectos adversos del cambio climático (24 de noviembre)
6. Reuniones preparatorias del G7 y China (24 al 25 de noviembre)

## Conferencias concurrentes en el marco de la conferencia de la CMNUCC de 2012
La Conferencia de las Naciones Unidas sobre el Cambio Climático de Doha 2012 es una aglomeración de múltiples conferencias relacionadas que se llevaron a cabo aproximadamente en paralelo y de manera semi-integrada durante las dos semanas que la conferencia estuvo en sesión: 
1. Decimoctavo período de sesiones de la Conferencia de las Partes (COP 18)
2. Octava sesión de la Conferencia de las Partes que actúa como reunión de las Partes en el Protocolo de Kioto (CP / RP 8)
3. Trigésimo séptimo período de sesiones del Órgano Subsidiario de Ejecución (OSE 37)
4. Trigésimo séptimo período de sesiones del Órgano Subsidiario de Asesoramiento Científico y Tecnológico (OSACT 37)
5. 17º período de sesiones del Grupo de trabajo especial sobre nuevos compromisos de las Partes del anexo I con arreglo al Protocolo de Kioto (segunda parte) (AWG-PK 17.2)
6. Decimoquinto período de sesiones del Grupo de trabajo especial sobre la cooperación a largo plazo en el marco de la Convención (segunda parte) (AWG-LCA 15.2)
7. Primera reunión del Grupo de trabajo especial sobre la Plataforma de Durban para una acción mejorada (segunda parte) (ADP 1.2)

## Enfoque de la conferencia
La conferencia se centró en cinco aspectos del cambio climático: 
- Adaptación: cambios sociales y de otro tipo que deben emprenderse para adaptarse con éxito al cambio climático. La adaptación puede abarcar, pero no se limita a, cambios en la agricultura y la planificación urbana.
- Finanzas: cómo financiarán los países la adaptación y la mitigación del cambio climático, ya sea de fuentes públicas o privadas.
- Mitigación: pasos y acciones que los países del mundo pueden tomar para mitigar los efectos del cambio climático.
- Tecnología: las tecnologías que se necesitan para adaptar o mitigar el cambio climático y las formas en que los países desarrollados pueden ayudar a los países en desarrollo a adoptarlas.
- Pérdidas y daños: articulado por primera vez en la conferencia de 2012 y en parte basado en el acuerdo que se firmó en la Conferencia de las Naciones Unidas sobre el Cambio Climático de 2010 en Cancún. Este concepto introduce el principio de que los países vulnerables a los efectos del cambio climático pueden ser compensados financieramente en el futuro por países que no reduzcan sus emisiones de carbono.[8]

## Estructura de la conferencia
La conferencia es generalmente una conferencia de dos semanas que consta de las siguientes actividades: 
- Discursos de burócratas de la ONU
- Discursos de dignatarios y, a veces, jefes de Estado
- Sesiones de trabajo cerradas por varios grupos de trabajo
- Grupos de trabajo abiertos y sesiones de trabajo
- Anuncios de países sobre una posición particular
- Anuncios de acuerdos por burócratas de la ONU

La conferencia a veces tendrá sesiones de trabajo hasta altas horas de la noche (o toda la noche) cuando los diplomáticos no pueden estar de acuerdo con los términos y condiciones de los acuerdos y, a veces, las salidas organizadas por algunas partes no son infrecuentes. Las últimas conferencias de este tipo han sufrido estancamientos en la primera semana y media de conversaciones, seguidas de una serie de rondas de debates nocturnos, a veces seguidas de una extensión de la conferencia que finalmente arroja un modesto acuerdo de progreso. 
Fuera de la sede donde se desarrolla, la conferencia generalmente atrae protestas, mítines y manifestaciones bien organizadas de varios grupos ambientalistas que instan a los participantes a llegar a un acuerdo sobre el tema de la política de cambio climático. En conferencias recientes, algunos grupos de activistas han otorgado premios informales diarios a países que consideran que están avanzando o restando valor a su posición ideológica particular. 

## Resultados de la conferencia
La Conferencia produjo un paquete de documentos titulado colectivamente The Doha Climate Gateway a pesar las objeciones de Rusia y otros países en la sesión. Los documentos contenían colectivamente: 
1. Una extensión de ocho años del Protocolo de Kioto hasta 2020 con un alcance limitado a solo el 15% de las emisiones globales de dióxido de carbono debido a la falta de participación de Canadá, Japón, Rusia, Bielorrusia, Ucrania, Nueva Zelanda y los Estados Unidos y debido al hecho de que países en desarrollo como China (el mayor emisor del mundo), India y Brasil no están sujetos a ninguna reducción de emisiones bajo el Protocolo de Kioto.[10]
2. Lenguaje sobre pérdidas y daños, formalizado por primera vez en los documentos de la conferencia.
3. La conferencia avanzó poco hacia la financiación del Fondo Verde para el Clima.[11]

Rusia, Bielorrusia y Ucrania se opusieron al final de la sesión, ya que tienen derecho a hacerlo según las reglas de la sesión. Al cerrar la conferencia, el presidente dijo que anotaría estas objeciones en su informe final.

## Reacción a los resultados de la conferencia
La reacción a los resultados de la conferencia fue calificada como "modesta, en el mejor de los casos" por NPR. Kieren Keke, Ministro de Relaciones Exteriores de Nauru y representante de la Alianza de Pequeños Estados Insulares en la conferencia, fue citado por la BBC diciendo: 

"Vemos el paquete delante nuestro como profundamente deficiente en mitigación (cortar las emisiones de carbono) y en financiamiento. Es probable que nos mantenga en la trayectoria de un aumento global de la temperatura entre 3 a 5°C, a pesar de que habíamos acordado mantener el aumento promedio de la temperatura global en 1.5°C para asegurar la supervivencia de todas las islas".

Otros, como Martin Khor del South Center, una asociación de países en desarrollo, vieron un resultado más positivo, específicamente con respecto al Mecanismo de Pérdidas y Daños: 

"Es un avance... el término "pérdidas y daños" está en el texto; esto es, en principio, un enorme paso. A continuación viene la pelea por el dinero."

Jennifer Morgan del Instituto de Recursos Mundiales le dijo a NPR sobre el Mecanismo de Pérdidas y Daños que: 

"Esto básicamente establecería una estructura de responsabilidad sobre quién es responsable por el cambio climático... Y mientras pienso que esta es una pregunta muy importante para que la gente responda, no creo que el mundo esté listo para eso."

Con respecto al camino hacia los $ 100 mil millones en financiamiento del Fondo Verde para el Clima, Jennifer Morgan le dijo a NPR lo siguiente: 

"no hay ningún puente, ningún camino entre el ahora y el número de los $100 mil millones... así que a la hora de la verdad, pienso que una de las cosas que determinará si salimos de este edificio con un acuerdo o no, es si los países desarrollados están listos para al menos decir que van a tratar de igualar lo que han venido aportando hasta ahora."

## Declaraciones de los participantes y actividad de la conferencia

### Declaración de la jefa de clima de la ONU, Christiana Figueres
Los gobiernos decidirán cómo y el cronograma para alcanzar un acuerdo climático universal efectivo adoptado en 2015 y que entre en vigor a partir de 2020. Christiana Figueres, secretaria ejecutiva de la CMNUCC, dijo que: "La tecnología y las herramientas políticas necesarias están disponibles para los gobiernos y las sociedades, pero el tiempo es muy corto, solo 36 meses para alcanzar un acuerdo universal antes de 2015. Lo que necesitamos ahora es implementar de manera urgente las decisiones que se han tomado a nivel intergubernamental y fortalecer aún más las acciones que ya están en marcha".  

### Declaración del primer ministro de Nueva Zelanda, John Key
El gobierno de Nueva Zelanda dijo que no firmaría un segundo compromiso con el Protocolo de Kioto, una decisión criticada por el Fondo Mundial para la Naturaleza. El primer ministro John Key dijo que Nueva Zelanda no lideraría el camino sobre el cambio climático, sino que optaría por ser un "seguidor rápido".

### Declaración del enviado filipino Naderev Sano
El gobierno filipino pidió acciones urgentes para detener el cambio climático, enfatizando su experiencia reciente con un tifón mortal y creyendo que los países pueden enfrentar perturbaciones climáticas más extremas con frecuencia si no se controla el cambio climático. "Mientras vacilamos y postergamos aquí, estamos sufriendo. Hay una devastación masiva y generalizada en casa. Las tragedias desgarradoras como esta no son exclusivas de Filipinas", dijo el enviado filipino Naderev Sano, quien es miembro de la Comisión de Cambio Climático de Filipinas.

### Declaración de la japonesa Masahiko Horie
"Solo los países desarrollados están legalmente obligados por el protocolo de Kioto y sus emisiones son solo el 26% [de las emisiones globales]. Si seguimos igual, solo una cuarta parte del mundo está legalmente obligado y tres cuartas partes de los países no lo están en absoluto".

### Naciones Unidas y PNUMA: el metano se descongela del permafrost
Las Naciones Unidas dieron una fuerte advertencia sobre la amenaza para el clima que representa el metano que se libera a través del deshielo del permafrost. Esto aún no se ha incluido en los modelos del clima futuro. El permafrost contiene 1.700 gigatoneladas de carbono, el doble de la cantidad actual en la atmósfera. Cuando el permafrost se descongele, podría impulsar el calentamiento global más allá de uno de los "puntos de inflexión" clave que los científicos creen que podría conducir a un cambio climático desbocado. El PNUMA pidió al IPCC que proporcione a los gobiernos el conocimiento más actualizado en los próximos informes del IPCC el próximo año.

## Declaraciones de no participantes

### Banco Mundial
El Banco Mundial publicó un informe en noviembre de 2012 exigiendo la responsabilidad moral de actuar en nombre de las generaciones futuras, señalando que necesitamos mantener el calentamiento por debajo de 2 °C. Incluso con los compromisos de mitigación actuales, hay aproximadamente un 20% de probabilidad de exceder los 4 °C para 2100.
El Banco Mundial y la Agencia Internacional de Energía advirtieron que el mundo se encamina hacia un calentamiento sin precedentes, de entre 4 °C y 6 °C, si las tendencias no se revierten. Ese aumento daría lugar a sequías, inundaciones, olas de calor y tormentas más feroces, disminuiría la productividad agrícola, provocaría la extinción de plantas y animales y una amplia migración humana.

### Juventud
Es la primera vez en la historia que un país árabe organiza la conferencia de la ONU para las negociaciones sobre el cambio climático. Jóvenes en más de 13 países árabes, lanzaron el Movimiento por el Clima de la Juventud Árabe, un grupo establecido para presionar a los gobiernos de la región de manera continua para que tomen medidas contra el cambio climático: "Es básicamente nuestro papel como sociedad civil asegurarnos de que el gobierno está haciendo lo mejor para brindarnos la mejor calidad de vida y es nuestro derecho como seres humanos garantizar un futuro saludable para nosotros y las generaciones venideras".
La Delegación de la Juventud de Nueva Zelanda criticó duramente a su propio gobierno al comienzo de la conferencia, diciendo que la retirada de Nueva Zelanda de un segundo período de compromiso bajo el Protocolo de Kioto fue "vergonzoso, miope e irresponsable". Nueva Zelanda recibió dos premios "Fósil del día" por "obstaculizar activamente el progreso internacional".

### Amigos de la Tierra Internacional
"Una carta abierta a los gobiernos y sus negociadores" publicada en el sitio web de Amigos de la Tierra Internacional decía: "Para abordar realmente el cambio climático, la CMNUCC-COP18 debería decidir dejar bajo el suelo más de 2/3 de las reservas fósiles".

### Greenpeace
Lauri Myllyvirta de Greenpeace Nordic afirmó que la razón clave por la que nos dirigimos a 4 °C de aumento de temperatura es la quema de carbón. La expansión masiva en el uso de carbón ha causado más de dos tercios del aumento de las emisiones globales de CO2 en los últimos años. No se construyeron nuevas plantas de carbón en Europa después de 2007, pero ahora se están planificando 1.200 plantas de carbón en otros lugares que se pueden detener.
La UE gastó dos tercios de su financiación de la investigación energética en tecnologías nucleares en 2011. Algunos países mantienen subsidios directos al consumo de petróleo y la minería del carbón. Otros están proporcionando beneficios económicos decisivos a las instalaciones nucleares, de petróleo y de gas mediante una legislación que socializa los costos de los accidentes y del desmantelamiento. Según Greenpeace, eliminar estos subsidios e imponer impuestos ambientales aumentaría el costo y el precio de los viejos suministros de energía y haría que la eficiencia energética fuera más rentable.

### Guardianes de la prosperidad
Eren Swobodan del grupo alemán "Guardianes de la prosperidad - Bewahrer des Wohlstandes" criticó la inacción del gobierno alemán. Pidió que se imputen cargos criminales a las personas que expresen dudas sobre el consenso científico. En una carta abierta a los no asistentes a la reunión de 2012 de su grupo, escribió que "el mundo no puede permitirse otro evento como 2004 y 2007" y "hay que hacer todo lo posible para evitarlo", pero también agregó para considerar que "ellos no nos lo pondrá fácil ". Según Swobodan, hay tiempo hasta 2018, cualquier cosa más allá de eso sería demasiado tarde. En una campaña nacional publicada por varios periódicos alemanes, el grupo mostró imágenes desgarradoras de niños con quemaduras solares y algunas lesiones más graves debido al clima soleado intensificado por el cambio climático en muchas partes de Alemania. Aunque la campaña generó conciencia sobre la alerta mundial en Alemania y en algunas partes de Francia de habla alemana e incluso 4 estaciones de televisión informaron al respecto, algunos observadores dudan de si convencería a suficientes políticos para "hacer lo que sea necesario para que esto se revierta". 